# O-live
O-live er en lokalitets baseret microblog til mobiltelefonen. Tjenesten gør brugerne i stand til at oprette microblogs der er bundet til en fysisk lokalitet. 

## Systemkrav
Det eneste der kræves for at anvende O-live er en mobiltelefon med tilknyttet internetforbindelse. 

## Oprindelse
Konceptet startede oprindeligt som en del af et speciale projekt på IT Universitetet i København (ITU) i September 2007. Siden er det blevet til et Open Source projekt hvor alle har mulighed for at ændre i konceptet.

## Teknologi
O-live applikationen er skrevet i PHP og anvender desuden en MYSQL database til at lagre indholdet fra de forskellige microblogs.

## Eksterne links
- o-live.dk (Webside ikke længere tilgængelig)